# ریورساید (کنتیکت)
ریورساید (به انگلیسی: Riverside) یک منطقهٔ مسکونی در ایالات متحده آمریکا است که در شهرستان فیرفیلد، کنتیکت واقع شده‌است.